# Simon Michor
Simon Michor (* 9. November 1868 in Nötsch im Gailtal; † 30. Januar 1926 ebenda) war ein österreichischer Landwirt und Politiker.

## Leben
Michor war der Sohn des Gastwirts und Besitzers der Lukwirthskeusche Simon Michor (* 19. Oktober 1832; † 1. Dezember 1898) und dessen Ehefrau Anna geborene Millonig (* 27. Juni 1837; † 9. November 1910). Er war der Enkel von Johann Millonig d. Ä. und Neffe von Johann Millonig d. J. Michor war römisch-katholisch und heiratete am 15. Jänner 1890 Elisabeth Rieder (* 2. November 1870; † 17. Dezember 1956). Aus der Ehe gingen vier Söhne und eine Tochter hervor.
Michor besuchte die Volksschule in Saak und dann vier Klassen des Gymnasiums in Villach und machte dann eine kaufmännische Ausbildung in Villach und in Italien. Nach einem Selbststudium auf technischem und wirtschaftlichem Gebiet lebte er als Landwirt, Gastwirt und Industrieller. Er wurde mit dem Kärntner Kreuz I. Klasse ausgezeichnet.

## Politik
Michor war Gründungsmitglied des Bauernbundes. Von 1912 bis 1920 amtierte er als Bürgermeister der Gemeinde Emmersdorf (heute Gemeinde Nötsch) und als Obmann der landwirtschaftlichen Genossenschaft für das untere Gailtal.
Vom 21. September 1909 bis zum 20. September 1915 war er Abgeordneter im Kärntner Landtag. Er war im Landtag Mitglied des Bau-, Revisions-, Schul- und Wasserrechtsausschusses und gehörte dem Klub KBB an. Vom 11. November 1918 bis zu seinem Mandatsverzicht am 2. Oktober 1919 gehörte er der Provisorischen Landesversammlung an und war dort Klubmitglied beim KBB und Mitglied des Verfassungs- und des Wirtschaftsausschusses.